# Parnowo
Parnowo [pronunciación en polaco: /parˈnɔvɔ/] (en alemán: Parnow es un pueblo ubicado en el distrito administrativo de Gmina Biesiekierz, dentro del Condado de Koszalin, Voivodato de Pomerania Occidental, en el norte de Polonia occidental. Se encuentra aproximadamente a 4 kilómetros al norte de Biesiekierz, a 10 kilómetros al oeste de Koszalin, y a 127 kilómetros al noreste de la capital regional Szczecin.
Antes de 1945, el área fue parte de Alemania. Para la historia de la región, véase Historia de Pomerania.

## Hijas e hijos de Parnowo
- Alfons Pawelczyk, segundo Alcalde de Hamburgo